# Les Ferreries
Les Ferreries és una caseria i antic molí del municipi de Beranui, situat al 950 metres d'altitud, a la confluència del barranc de Castrocit amb el riu Isàvena.